# El Azifet
El Azifet (arabe : العازفات), qui signifie « Les Musiciennes », est le premier orchestre féminin de musique savante du monde arabe, fondé en mars 1992 par la Tunisienne Amina Srarfi.

## Histoire
Le groupe est composé d'une dizaine de musiciennes jouant de l'oud, du qanûn, du nay, de la darbouka, du tar, de la contrebasse, du violon et du piano. Elles sont également organisées en chorales sans solo.
Le groupe présente des morceaux classiques tirés des patrimoines tunisien et andalou. La musique interprétée par le groupe touche également la musique franco-tunisienne des années 1920 et 1930 et les chansons de Cheikh El Afrit, Habiba Msika, Hédi Jouini et de compositeurs comme Khemaïs Tarnane, Mohamed Triki, Ali Riahi, Salah El Mahdi et Kaddour Srarfi.
Pour Amina Srarfi, le groupe a deux buts :
- montrer que les femmes musulmanes peuvent effectuer le même travail que l'homme ;
- montrer qu'elle peut réussir indépendamment des hommes[1].

El Azifet se produit notamment à Paris, Rome, Le Caire, New York et Séoul.
El Azifet, contrairement à la radio nationale et à La Rachidia, n'est pas subventionné par l'État tunisien.